# シヴィライゼーションVI
シドマイヤーズ シヴィライゼーション VI（Sid Meier's Civilization VI）は、Firaxis Gamesが開発し、2K Gamesが発売し、Take-Two Interactiveが販売する4Xターン戦略ゲームであり、シヴィライゼーションシリーズナンバリング作品第6弾である。

## 内容
前作同様、プレイヤーの目標は、初期の入植からゲーム内の時間で何千年にもわたって文明を発展させ、大国となり、他の人間やAIの対戦相手に対して、軍事支配、技術的優位、文化的影響力などのいくつかの勝利条件を達成することである。プレイヤーは、世界を探索し、新しい都市を建設し、都市を開発し、軍隊を配備して他国から攻撃・防衛し、新しい技術や文明の進歩を研究し、影響力のある文化を発展させ、他の世界の指導者と貿易や交渉を行うことで勝利することができる。
新たに協力プレイモードや新チュートリアルシステムなどが盛り込まれた。

## リリース
2016年10月21日に2K Games社よりSid Meier's Civilization VIのタイトルでMicrosoft WindowsとmacOS向けにダウンロード版とパッケージ版が発売された。それ以来、複数の機種に向けて展開されており、うちiOS版とAndroid版はAspyr Mediaが担当した。
2017年2月にLinux、2017年12月にiOS版がそれぞれ配信された。Nintendo Switch版は2018年11月にダウンロード配信されたのち、2018年12月6日にパッケージタイトルとして発売された。
また、2019年11月にPlayStation 4とXbox One、2020年にAndroid向けに発売された。
2016年12月21日にはマップやシナリオの追加に加え、ゲームバランスの調整がなされた。

## 追加コンテンツ

### 文明の興亡
2018年2月8日に配信された拡張パックであり、本作における大型DLCとしては初めてのものである。このコンテンツでは「時代」をはじめとする新たな概念が導入されたほか、従来の政府や外交といった要素も強化されている。

### 嵐の訪れ
2019年2月14日に配信された。
この拡張パックにおいては、一度確保すればずっと戦略資源が得られるという方式から、定期的に発生した資源を蓄積してユニット生産時に消費する方式に変更された。
勝利条件に世界会議での投票による勝利が追加されており、世界会議がユニット生産などに影響を与える仕組みとなっている。また、同パックにおいては、川沿いや山の麓などの災害が起こりやすくなる一方で、災害によって土地が肥えるシステムとなっている。加えて、気候変動などプレイヤーの判断が要求される項目が通常のモードよりも大幅に増えた。
この拡張パックにはペストをモチーフとしたシナリオ「黒い死神」が収録されており、85ターン以内に「発明」（技術）または「中流階級」（社会制度）を完成させると勝利となる。

### 「レッドデス」モード
2019年9月のアップデートにて、バトルロイヤルゲームのルールを落とし込んだモード「レッドデス」がPC版向けに実装された。
同モードは、文明が衰退したした30XX年の地球を舞台に、地球にただ一つしか無い宇宙船を巡る争いを題材としており、マッドサイエンティストやカルト教団の構成員などから指導者を選択する。また、通常モードにおける蛮族に相当する勢力として襲撃者がいる。ゲームスタート時、プレイヤーは2種類の戦闘ユニットに加え、労働力と戦闘力を持たない「民間人」のユニットが与えられる。プレイヤーの敗北条件は自文明の民間人が全滅するか、すべて敵文明に奪われるかのいずれかであり、他ユニットの状態にかかわらず民間人が生存していれば勝利となる。
同モードにおけるバトルロイヤル要素として、廃墟探索によるユニットの調達や、10ターンを過ぎると出現する放射能の嵐「レッドデス」などがある。また、同モードにおける水辺はすべて汚染されており、水辺に入ったユニットはダメージを受ける。さらに、強力な兵器である核融合兵器は攻撃した範囲を汚染するというデメリットを持つ。

### シーズンパス「ニューフロンティア・パス ～新たな世界への誘い」
2020年5月から2021年3月にかけてシーズンパス「ニューフロンティア・パス ～新たな世界への誘い」（以下：「ニューフロンティアパス」）の配信が行われた。

### シーズンパス「リーダーパス」
2022年11月21日から2023年3月までの間にかけて配信されたシーズンパス「リーダーパス」は、指導者の追加に特化した内容である。追加された指導者の中には、ナーディル・シャーをはじめとする新たな指導者や、徳川家康といった過去作に登場経験のある者、さらには「蒸気の時代のヴィクトリア」といった既存の指導者の別バージョンもあった。2022年11月時点では他機種版にむけた配信は明言されていなかったものの、ファンからの要望を受けて他機種向けにも2023年9月に配信された。

## 開発
本作では、新しい要素を取り入れつつも、過去作で評判が良かった要素も取り入れらた。
本作では、都市が複数のタイルにまたがって広がる方式がとられた。ひとつはゲームプレイ上の理由であり、本作のゲームデザイナーを務めたアントン・ストレンガーは、従来作品では、プレイヤーの選択肢が可視化されていないがために没入感がそがれているように感じていたとファミ通とのインタビューの中で話している。同様の理由から、カートゥーン調のデザインが採用された。また、従来作品では都市をとられてしまうと攻撃しかすることがなくなってしまっていた。そこで本作では“区域（ディストリクト）”というシステムが採用され、都市を攻められた場合は区域ごとに敵が侵食するようになり、じわじわと敵の支配が広まる様子が見えるようになった。複数タイル制を採用したもう一つの理由は、プレイヤーが都市国家を発展させる過程をわかりやすくするためであり、ストレンガーによると、特に近代以降になるとそれは顕著になるという。
過去作からの要素のうち、『シヴィライゼーション IV』における遺産建築時のビデオ映像はファンからの評判が良かったことから採用された。一方、『シヴィライゼーションV』では、複数のユニットをまとめて機能させられるスタック制度の廃止によって、ユニットの混雑や火力不足による戦争の膠着化を招いたことが指摘されており、本作ではスタック制が復活した。加えて、社会制度ツリーでユニットを併用する機能も用意され、たとえば社会制度を利用して複数の歩兵ユニットをスタックさせることで大軍団にすることができる。また、本作ではプレイのさらなる多様化を推し進めるため、探索などにより研究にボーナスがかかる“積極的な研究”システムや“エウレカ（ひらめき）”システムが用意されたほか、より自由度の高い選択をできるようにするため、政府と政策システムも改善された。
リーダーのうち、北条時宗はまだシリーズで登場したことのない人物を取り上げたいということがきっかけで採用されており、アナウンス前から開発チーム内では北条を出したいという声が上がっていた。

### シーズンパスの導入
シーズンパス「ニューフロンティアパス」でアソシエイト・プロデューサーを務めたケビン・シュルツは2021年の「Game Watch」とのインタビューの中で、この売り方を導入した理由について次のように述べている。
従来の拡張パックの場合、発売時は熱狂的なまでに受け入れられるが、やがては離れて行ってしまう。一方、シーズンパスは１年間にわたりファンコミュニティに話題を提供できるほか、プレイヤーへゲームのかかわりを促進するゲームチェンジャーとして機能した。また、開発チームが作業を進める傍ら、ファンはコンテンツを体験して話し合えるようになったことで、開発チームが作業を継続しながらファンからの意見や要望に向き合えるようになったともシュルツは話している。

## 反響
本作は好評を得た一方、 エド・ビーチはクリアしたプレイヤーが全体の半数を下回っていたことが課題として残ったと述懐している。ビーチはその原因として「ペース配分」を挙げており、国家がの成長とともにとりわけ内政面ですべきことが増えてしまった結果、テンポの悪さにつながり、プレイヤーの途中離脱を誘発したと見ている。この反省は次回作『 シドマイヤーズ シヴィライゼーションVII 』へと生かされることとなった。

## 評価
Metacriticによると、『シヴィライゼーションVI』の評価は「概ね好意的」である。
Game Watchの佐藤カフジはプレビュー版について、前作から大きく変わった部分だけでも話すことが多いとしつつも、過去作品から受け継いだ要素も少しずつ異なっているため、なれるまでに学ぶことが多いと話している。

### 追加コンテンツに対する評価
4Gamer.netの徳岡正肇は、「嵐の訪れ」に収録されている「黒い死神」というシナリオは歴史ストラテジー好きにはおすすめだとした一方で、災害発生後に土地が肥えるシステムについて、運要素を高めすぎていないかと指摘している。アスキーの八尋は「嵐の訪れ」によってプレイが奥深くなったと評価している。
4Gamer.netの御月亜希は「レッドデス」モードについて、「やっていることはバトルロイヤル系のシューターとまったく同じ。走って敵を撃つ操作が、ユニットに指示を出して探索や戦闘を行う形に変わっただけで、きちんとバトルロイヤルとして成立しているのだ」と述べ、「運要素が強すぎるけど爆笑できるモード」と評価した。一方で、御月は敗北後の他プレイヤーのプレイを観戦出来ない点を指摘しており、仲間内で遊ぶなら外部のボイスチャットツールの画面共有機能を使うなどした工夫が必要だと語った。